# Jiří Minařík
Jiří Minařík (* 16. května 2002) je český rychlostní kanoista z klubu Kanoistika Kojetín. Na letních olympijských hrách mládeže 2018 v argentinském Buenos Aires získal bronzovou medaili ve sprintu s otočkou, závodil zde také ve slalomu.
Na mistrovství ČR na dlouhých tratích 2017 v Ústí nad Labem získal zlato v kategorii C1 na 5000 m mezi dorostenci a ve dvojicích bronz mezi juniory. V roce 2015 byl v anketě Sportovec roku města Kojetín vyhlášen ve čtveřici vítězů kategorie sportovních nadějí.